# Борисовские мосты
Бори́совские мосты́ — комплекс из двух автодорожных мостов через Борисовские пруды, являющегося частью трассы Каширского шоссе. Построены в 1972 году.
Мостов здесь два — Верхний Борисовский и Нижний Борисовский мосты (на разных уровнях) — на раздвоении шоссе. Каждый из них тоже является как бы двойным, проходя через остров на пруду. Поэтому название часто употребляется во множественном числе — Борисовские мосты.

## История
Авторы проекта — инженер О. В. Сосонко и архитектор К. П. Савельев.
Насыпной остров в центре Борисовского пруда делит каждый мост на два участка длиной по 102 м (284 м с подходами), ширина каждого моста — 21 м. Пролётные строения (длиной 31 и 39 м) выполнены из предварительно напряжённого железобетона.

## Транспорт
Борисовские мосты расположены на границе московских районов Москворечье-Сабурово и Орехово-Борисово Северное. Посредством их осуществляется транспортная связь между этими районами.
По Нижнему Борисовскому мосту осуществляется движение в центр Москвы, по Верхнему Борисовскому — из центра Москвы, в область. Каждый из этих двух мостов имеет по четыре автомобильных полосы. По Борисовским мостам проходит движение автобусов и маршрутных такси.
Ближайшая остановка — «Борисовский мост».
- Автобусы:[3]
  - м83, м86, 899, с823, с848.
- маршрутки:[3]
  - маршрутка «Южные ворота – Царицыно».